# Maliattha toulgoeti
Maliattha toulgoeti är en fjärilsart som beskrevs av Pierre E.L. Viette 1965. Maliattha toulgoeti ingår i släktet Maliattha och familjen nattflyn. Inga underarter finns listade i Catalogue of Life.